# Euphorbia clavarioides
Euphorbia clavarioides ist eine Pflanzenart aus der Gattung Wolfsmilch (Euphorbia) in der Familie der Wolfsmilchgewächse (Euphorbiaceae).

## Beschreibung
Die sukkulente Euphorbia clavarioides bildet kleine Sträucher bis 7,5 Zentimeter Höhe aus. Aus einer fleischigen Wurzel wird ein kurzer, unterirdischer Trieb gebildet, der sich mehrfach verzweigt und auch über dem Boden weiter verzweigt. Dadurch wird eine kompakte und abgerundete Matte bis 30 Zentimeter Durchmesser ausgebildet. Die einzelnen Triebe werden bis 5 Zentimeter lang und 1,7 Zentimeter breit. Durch abgerundete Warzen, die bis 4 Millimeter im Durchmesser erreichen, sind die Zweige gemustert. Die eiförmigen Blätter sind kurzlebig und werden bis 2 Millimeter lang und 1 Millimeter breit.
Der Blütenstand besteht aus einzelnen Cyathien, die an den Spitzen der Zweige erscheinen und bis 6 Millimeter groß werden. Die länglichen Nektardrüsen sind entweder ganzrandig oder mit etwa sechs Anhängseln versehen, die bis 0,5 Millimeter lang werden. Die stumpf gelappte Frucht wird etwa 8 Millimeter groß und ist sitzend. Sie enthält den nahezu kugelförmigen Samen, der 3,5 Millimeter groß wird und mit sehr kleinen Warzen besetzt ist.

## Verbreitung und Systematik
Euphorbia clavarioides ist in Südafrika und Lesotho verbreitet.
Die Erstbeschreibung der Art erfolgte 1860 durch Pierre Edmond Boissier.
Es werden folgende Varietäten unterschieden:
- Euphorbia clavarioides var. clavarioides: Syn.: Euphorbia basutica Marloth (1909); Verbreitung: im Westen Südafrikas und in Lesotho
- Euphorbia clavarioides var. truncata (N.E.Br.) A.C.White & al. (1941): Syn.: Euphorbia truncata N.E.Br. (1915); Verbreitung: in den südafrikanischen Provinzen Nordkap, Westkap bis KwaZulu-Natal, Gauteng, Mpumalanga; im Unterschied zur Stammart ist die Verzweigung nicht so intensiv, es werden eher flache oder eher konvexe Matten ausgebildet, die inneren Zweige werden bis 8 Zentimeter und die Zweige außen an der Pflanze bis 7 Zentimeter lang